# Gorges d'Uriezzo

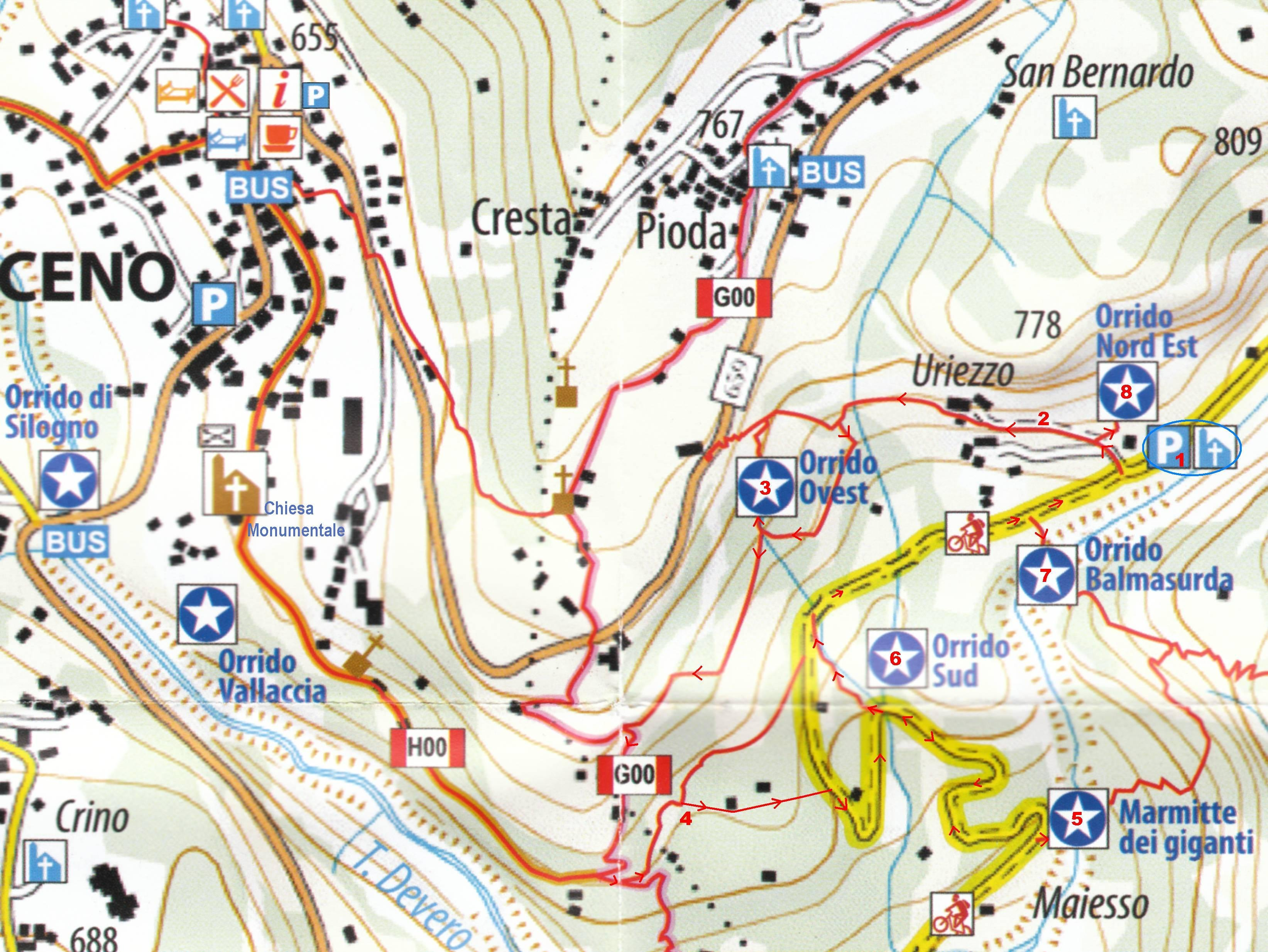
Randonnée dans le parc des glaciers

Les gorges d'Uriezzo, en italien Orridi di Uriezzo, sont un complexe de gorges dans la Vallée Antigorio de la province du Verbano-Cusio-Ossola dans la région Piémont en Italie entre Baceno, Crodo et Premia près de la colonie d'Uriezzo. Les glaciers du Toce se sont formés après l'ère glaciaire. Les gorges sont l'un des points forts touristiques de la région.

## Genèse
Au cours de la dernière période glaciaire (l'ère Glaciation de Würm a pris fin il y a environ 12 000 ans), la plaine de Verampio, où s'unissent la Val Devero et la Vallée Antigorio, était couverte par les vastes glaciers du Toce. Pendant le processus de fusion, la zone a été traversée d'innombrables ruisseaux sous-glaciaires et a été érodée par des blocs entraînés par les géants de mica de Baceno dans le sous-sol depuis le gneiss granitique de Verampio jusqu'à des vallées étroites et de nombreux méandres. Avec le recul des glaciers, les cours d'eau se sont retirés. Ce qui restait étaient les gorges d'Uriezzo et les Marmites du Géant, en italien Marmitte dei giganti. Aujourd'hui, les canyons sont à sec.

## Description
L'effet érosif des anciens glaciers et des ruisseaux de montagne a laissé des formes grandioses et variées, car on les trouve rarement dans les Alpes. Les gorges sont formées par une série de grandes cavités - bouilloires et moulins - reliées par des passages étroits et sinueux. Les murs montrent des niches et des rainures et sont la preuve de la turbulence et des courants d'eau violents. Dans certains endroits, ils se rapprochent étroitement. Le pouvoir érodant de l'eau peut encore être observé aujourd'hui à la Marmitte dei giganti voisine,.

### Dôme de Verampio
Au cours du pliage et de la levée des alpes centrales, certaines structures en forme de dôme ont émergé, dans lesquelles les unités les plus profondes de la plaque européenne ont atteint le sommet. Le point culminant du Simplon ou du Toce avec la fenêtre de Verampio correspond donc au sous-sol de l'Europe. Dans les cours d'eau glaciaires creusés dans les couches inférieures de la roche une cette unité tectonique sous-jacente a à la lumière qui a ouvert une fenêtre tectonique. Cette couche de roche forme un dôme, appelée « dôme de Verampio ».

### Gorge du Sud
Le Orrido Sud connu localement comme tombe Uriezzo est le plus impressionnant de tous, à environ 200 m de long et de 20 à 30 m de profondeur. Il se compose d'une série tortueuse et bizarre de chaudrons secs reliés par des passages étroits.

### Gorge nord-est
Le vert Orrido Nord Est a une longueur d'environ 100 m et peut atteindre 10 m de profondeur, parfois très étroit.

### Gorge ouest
L'Orrido Ovest avec de grands chaudrons et méandres se compose de deux parties distinctes. Une quatrième gorge, appelée Vallaccia, est située juste en dessous de l'église monumentale de Baceno. Il est inaccessible et se termine par un accident soudain sur le ruisseau Devero.

### Marmites du Géant

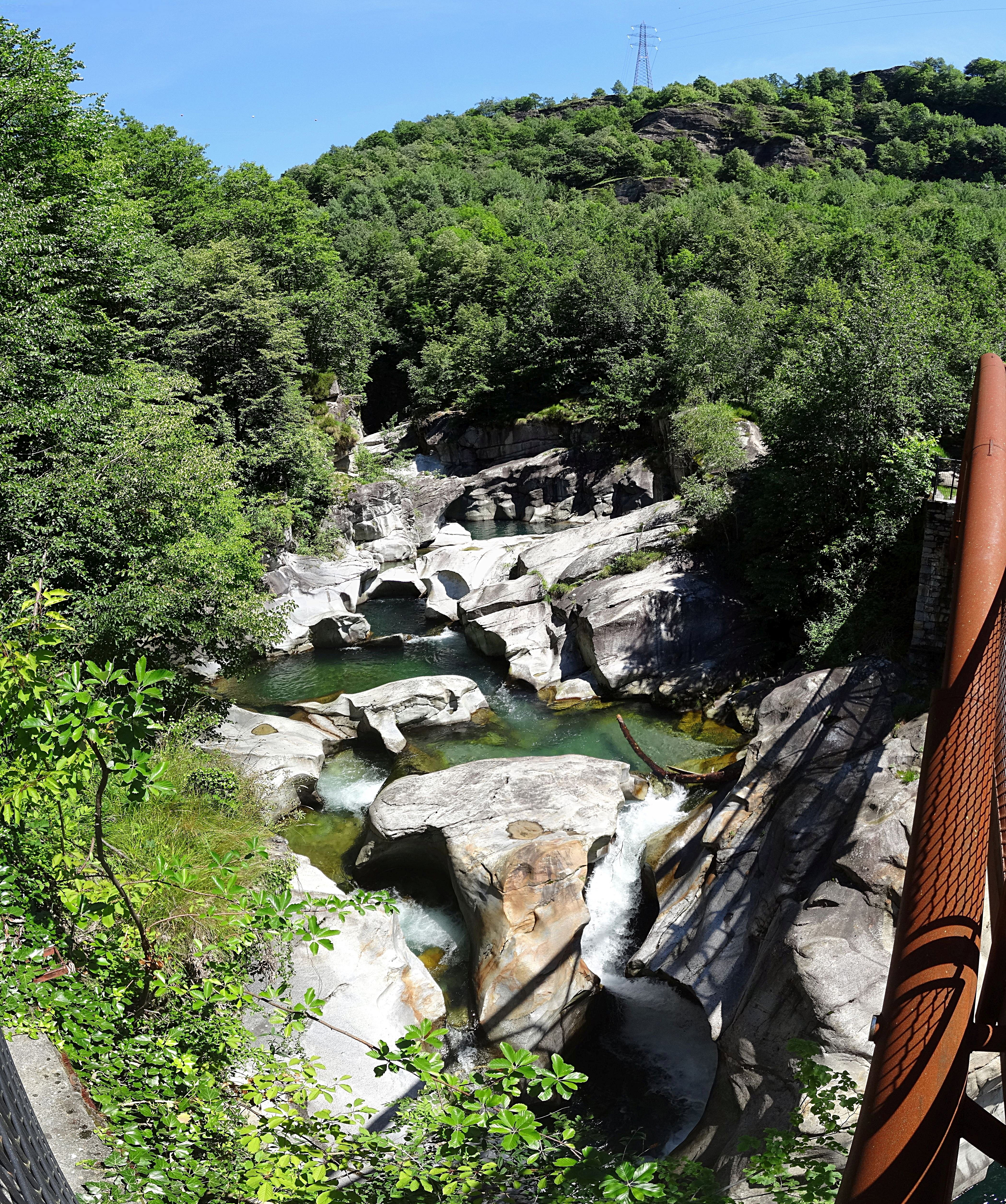
Les Marmites du Géants

À moins de trois kilomètres, le Toce entre Premia et Verampio tombe de 160 mètres, se creusant dans une énorme scène de glacier. En Maiesso On peut observer les formes caractéristiques Toce d'érosion dans la roche, que l'on appelle « la chaudière des géants » : cavités semi-sphériques ou cylindriques qui ont été creusées par la violence de l'eau de fonte du glacier dans la roche. Un rôle important est joué par les débris transportés, ce qui provoque une forte abrasion par l'eau tourbillonnante au fond des cavités.

## Écosystème
Les canyons sont un écosystème complexe caractérisé par une humidité élevée, une faible luminosité, des murs lisses et polis. Il existe de nombreux types de plantes difficiles à trouver ailleurs, en particulier les mousses et les fougères qui s'adaptent le mieux à ces conditions difficiles.

## Désenclavement
North Gorge, South Gorge et West Gorge sont très accessibles. Dans le ravin sud, il y a un escalier en fer sécurisé entre la partie supérieure et la partie inférieure (environ 9 m de différence de hauteur). Les sentiers sont bien balisés et munis de panneaux informatifs.